# Jan Podveský
Jan Podveský (10. října 1909 – 15. května 1994) byl římskokatolický kněz pronásledovaný komunistickým režimem, od roku 1992 nositel titulu kaplan Jeho Svatosti.

## Život
Narodil se v Bučovicích v roce 1909, a v roce 1934 byl v Brně vysvěcen na kněze. Jeho působištěm se staly Jaroměřice nad Rokytnou, kde působil až do roku 1951. Za 2. světové války se angažoval v protinacistickém odboji.
V roce 1951 došlo ke známému „případu Babice“, do kterého bylo zataženo i několik nevinných kněží. Jelikož po zatčení babického faráře Drboly byl P. Podveský administrátorem ex currendo babické farnosti, pohřbíval také některé ze zastřelených funkcionářů (při pohřbu zastřeleného Josefa Roupce mluvil ministr Kopecký, který svévolně svou řečí přerušil pohřební obřady, načež P. Podveský odešel od hrobu, což bylo vyloženo jako urážka ministra). Krátce poté byli P. Podveský a jeho tehdejší kaplan Josef Valerián zatčeni.
V roce 1952 byl P. Podveský odsouzen na 16 let za údajnou velezradu. Propuštěn byl v roce 1963, protože ve vězení se mu rapidně zhoršilo zdraví. Vrátil se do rodných Bučovic. Od roku 1966 mu bylo dovoleno zastupovat nemocného kněze v Letonicích. O rok později byl v Letonicích ustanoven farářem. Zde se mu velice dařilo, a proto se jej církevní tajemník snažil odstranit. P. Podveský přišel o státní souhlas, a byl vypovězen z okresu Vyškov. Na zásah kapitulního vikáře se podařilo ustanovit jej od 1. dubna 1974 na faru do Brna-Obřan. V roce 1975 odešel do důchodu. Na důchod se odstěhoval do Kuřimské Nové Vsi (farnost Deblín), kde vykonával duchovní správu v místním filiálním kostele až do své smrti v roce 1994. V Letonicích mu byla odhalena pamětní deska.